# Antoine Court de Gébelin

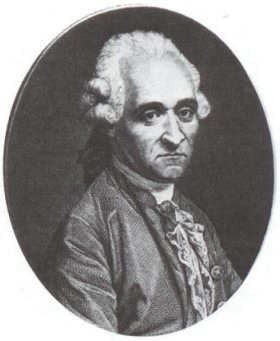
Antoine Court de Gébelin

Antoine Court de Gébelin (* 1719 in Genf oder 1725 in Nîmes; † 12. Mai 1784 in Paris) war Theologe, Pastor der Hugenotten, Mitglied der Freimaurerloge Les Amis Réunis und gilt als Vater des esoterischen Tarots.

## Leben
Aufgrund der hugenottischen Religionszugehörigkeit mussten Antoine Court de Gébelins Eltern von Südfrankreich nach Genf flüchten. Sein Vater, Antoine Court, gilt als Wiedererrichter des Protestantismus in Frankreich. Sein Geburtsdatum und sein Geburtsort sind unklar: 1719, 1724, 1725 oder 1728 in Genf oder Nîmes geboren. Mit dem Taufnamen Antoine Corteiz wurde er 1724 in Genf eingetragen. Aufgewachsen in Genf, studierte Antoine Court de Gébelin am Französischen Predigerseminar Theologie, doktorierte 1754 zum Thema De prophetiis (Über die Propheten) und ließ sich im gleichen Jahr zum Pastor der Hugenotten weihen.
Von 1754 bis 1763 unterrichtete er an diesem Seminar Philosophie, christliche Morallehre und Apologetik. Mit seinem Vater unterstützte er die Kirche der Wüste, die damaligen versteckten Gemeinden der Hugenotten in Frankreich mittels Korrespondenz und Reisen. Daneben beschäftigte er sich mit antiken Kulturen und Sprachen und war von einer Ursprache überzeugt, auf die jede Sprache zurückzuführen sei. Um 1763 ging Court de Gébelin nach Paris, kümmerte sich dort aber weniger um seine pastorale Tätigkeit als um das Studium der Geschichte, der Sprachen, Mythen und Religionen. Im Jahre 1771 wurde er in die Freimaurerloge Les amis réunis aufgenommen.
Im Jahre 1773 gründete er den Göttlichen Orden der Philaleten, der sich um das Wiederentdecken alter Weisheiten und das Studium der Kabbala bemühte. In den Jahren 1773 bis 1782 veröffentlichte er die ersten neun Bände des unvollendeten, auf 30 Bände ausgelegte Werkes Le Monde primitif, analysé et comparé avec le monde moderne […], das von der Französischen Akademie der Wissenschaften zweimal ausgezeichnet wurde. Im Jahre 1781 wurde er zum königlichen Zensor ernannt und in die American Academy of Arts and Sciences gewählt. Im Frühjahr 1783 erkrankte Antoine Court de Gébelin, wobei ihn der damals in Paris weilende Arzt Franz Anton Mesmer behandelte. Von diesem nur teilweise geheilt, erkrankte Court de Gébelin erneut und starb am 12. Mai 1784.
Antoine Court de Gébelin war ebenfalls Gründer und Präsident der Societé Apollonienne, aus der später das Musée de Paris hervorging.

## De Gébelin und Tarot
Zum ersten Mal kam Court de Gébelin in einem Pariser Salon in Kontakt mit dem Tarot, als er dort einige Damen mit ihm spielen sah. Er war sofort von dem Spiel, hauptsächlich aber von den 22 Karten der großen Arkana fasziniert und begann sie intensiv zu studieren und selber Karten zu zeichnen, die später in Papus’ Buch Der Tarot der Zigeuner abgebildet wurden.
Laut Court de Gébelins Ansicht stammt der Tarot aus Ägypten und soll in symbolischer Sprache das geheime Wissen der alten Ägypter überliefern. Den französischen Namen Tarot interpretierte er als „königlichen Weg“. Ebenfalls war Court de Gébelin der Meinung, dass die 22 Trumpfkarten dem hebräischen Alphabet entsprächen.
Seine Ansichten über den Tarot legte Cout de Gébelin im achten Band von le monde primitif dar.
Auch wenn seine Theorie des ägyptischen Ursprungs des Tarots heute widerlegt ist, so begründeten seine Studien doch das esoterische Interesse am Tarot, die kabbalistische Tarotinterpretation und die Erforschung der Symbolsprache des Tarots.

## Schriften (Auswahl)
- Les Toulousaines ou lettres historiques et apologétiques en faveur de la religion réformée et de divers protestants condamnés dans ces derniers temps par le parlement de Toulouse, 1763
- Le Monde primitif analysé et comparé avec le monde moderne, 11 Bände, 1773–1782
- Devoirs du prince et du citoyen, Paris 1789